# Jugendmode
Jugendmode bezeichnet allgemein die von Jugendlichen getragene Mode, bei Kleidung also in Unterscheidung von Kinderkleidung auf Käufer ab etwa 15 Jahre Jahren hin ausgelegte Mode.
Spezifisch ist eine Jugendmode eine von einer (jugendlichen) Subkultur betragene Mode. Einige moderne Beispiele solcher Moderichtungen sind:
- Afro-Look
- Existenzialisten-Mode
- Gammler-Look
- Hippie-Look
- Mod-Mode
- Skinhead-Mode
- Streetstyle
- Teddy-Mode

Oft werden diese Stile bzw. Elemente dieser Stile vom Mainstream der Mode aufgegriffen und absorbiert. Häufig sind diese Modestile durch bestimmte Musikrichtungen und deren Vertreter geprägt. Beispiele sind:
- Hip-Hop-Mode
- Grufties
- Punk-Mode
- Zoot-Stil